# روس واتسون
روس واتسون (بالإنجليزية: Ross Watson)‏ هو رسام أسترالي، ولد في 1962.